# Screaming Tunnel

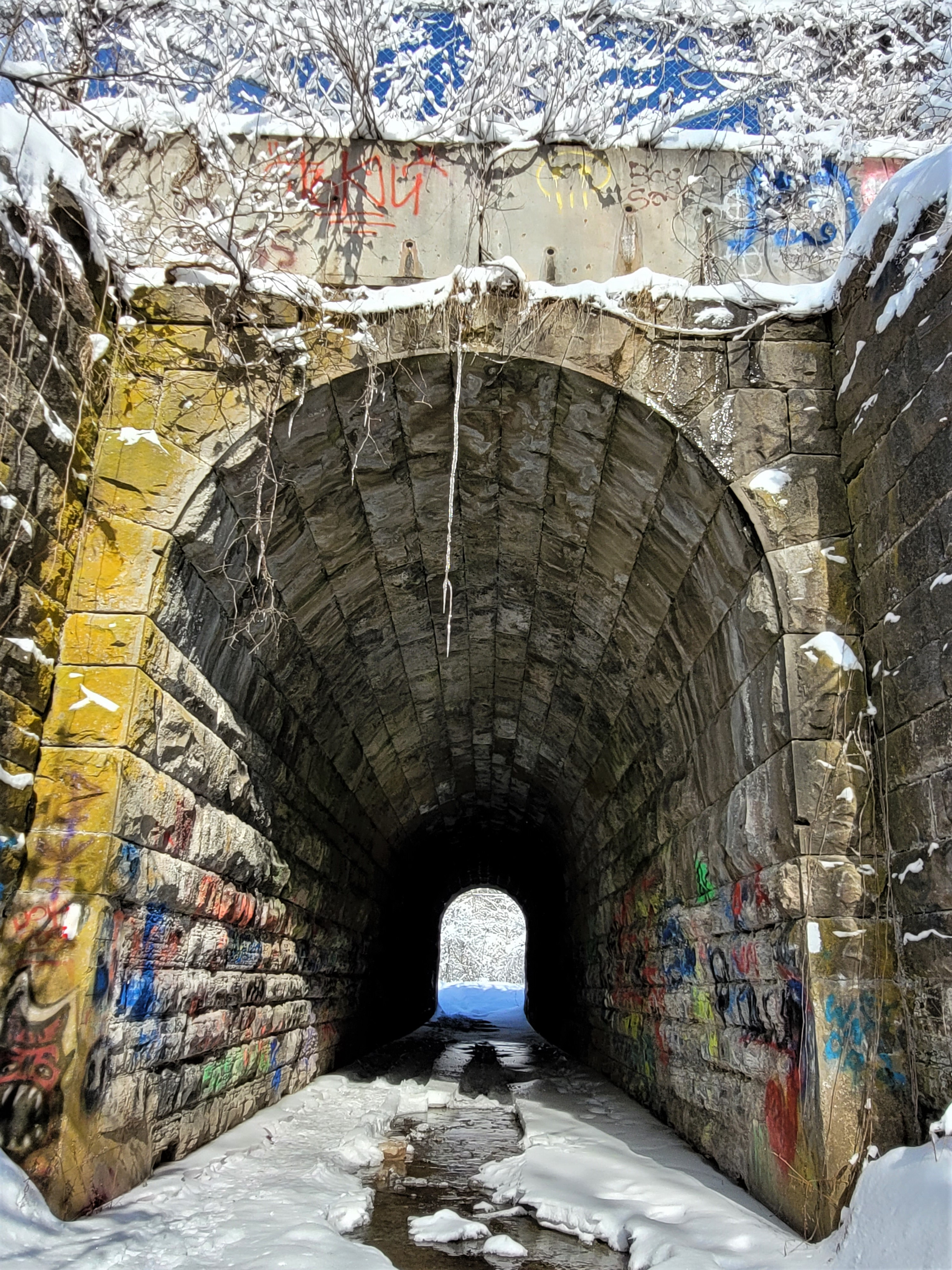
Screaming Tunnel

Der Screaming Tunnel ist ein Wasser- und Wegdurchlass unterhalb einer Bahnstrecke in Niagara Falls, Kanada, in dem es spuken soll. Der knapp 5 m hohe und 38 m lange Tunnel unterquert die 1853 von der Great Western Railway (GWR) eröffnete Bahnstrecke. Die GWR wurde 1882 von der Grand Trunk Railway übernommen. Heute verkehrt auf der Strecke der Fernzug Maple Leaf zwischen Toronto und New York.
Der Screaming Tunnel wurde Anfang der 1900er Jahre erbaut, andere Quellen nennen eine Fertigstellung kurz vor dem Ersten Weltkrieg. Geistersucher und Anhänger moderner Sagen berichten, dass ein nachts im Tunnel entzündetes Streichholz sofort von einem Windstoß ausgeblasen werde und ein durchdringender Schrei ertöne. Laut Legende handelt es sich dabei um ein Mädchen aus einem südlich gelegenen Bauernhof, das im Tunnel tödlich verbrannte. Es gibt mehrere Versionen zu den genauen Todesumständen, eine davon besagt, dass das Mädchen vom eigenen Vater in Brand gesetzt wurde. Der Screaming Tunnel war ein Drehort im Film Dead Zone, in dem Christopher Walken mithilfe des „Zweiten Gesichts“ nach dem Mörder eines Mädchens sucht. Er gilt als „einer der berüchtigtsten Orte in dieser verwunschenen Region“ (d. h. Niagara Region).
Der Fernwanderweg Bruce Trail nutzt den Tunnel in seinem Streckenabschnitt Niagara Falls–St. Catharines zur Unterquerung der Bahnstrecke.